# Tatort: Macht und Ohnmacht
Macht und Ohnmacht ist ein Fernsehfilm aus der Kriminalfilmreihe Tatort. Der im Auftrag des Bayerischen Rundfunks produzierte Beitrag mit den Ermittlern Batic und Leitmayr wurde am 1. April 2013 im Ersten gesendet. Die Premiere fand bereits am 2. März 2013 beim Festival Großes Fernsehen in Köln statt.
Batic und Leitmayr ermitteln in einem Mordfall und extensiver Gewalt bei der Polizei, bei dem ihnen ihr alter Kollege Carlo Menzinger teilweise zur Seite steht.

## Handlung
Der Kioskbesitzer Latif Kara ist von drei Männern so brutal zusammengeschlagen worden, dass er in Lebensgefahr schwebt. Die Polizisten Matteo Lechner, Frank Bressinger, Georg Zimmermann und Iris Bülow verfolgen die Täter. Als sie diese stellen, gehen sie sehr brutal mit ihnen um. Wieder zurück im Revier herrscht – auf den erfolgreichen Tag – beim feierabendlichen Duschen eine ausgelassene Stimmung unter den Kollegen. Lechner muss jedoch erfahren, dass einer der Verdächtigen wieder auf freien Fuß gesetzt werden soll, da er auf der Aufzeichnung der Videoüberwachung im Kiosk nicht zweifelsfrei zu identifizieren ist. Die Tatsache, dass Lechner einen verlässlichen Informanten hat, der ihm die Täter verraten hatte, ist für den Dienstgruppenleiter kein ausreichender Inhaftierungsgrund.
Gleichzeitig taucht unerwartet Carlo Menzinger im Münchner Polizeirevier auf. Er will heiraten, benötigt Papiere für die Hochzeit und möchte seinen ehemaligen Kollegen Lechner bitten, sein Trauzeuge zu werden. Noch während die beiden sich lautstark begrüßen, kommt Bressinger vom Duschen, geht apathisch an den beiden vorbei und erschießt sich mit seiner Dienstwaffe vor seinem Spind. Alle sind geschockt und gleichzeitig empört, dass ihre Arbeit keine Früchte zu tragen scheint, denn gerade wird der so mühsam verhaftete Birol Yenal wieder freigelassen.
Noch am Abend erscheint Lechners Informant und beschwert sich bei ihm, dass er sich jetzt in großer Gefahr befinde, wenn die Täter auf freiem Fuß seien. Lechner drängt ihn dazu, gegen die Leute auszusagen, was dieser jedoch ablehnt. Carlo wird unfreiwillig Zeuge des Streitgesprächs.
Batic und Leitmayr werden am nächsten Morgen zu einem Mordopfer gerufen. Es handelt sich dabei um Ralf Grabowski, Lechners Informanten. Als sie sich in dessen Wohnung umsehen, finden sie eine Nachricht auf dem Anrufbeantworter. Dieser Anruf stammt von seinem Schwager, den Batic und Leitmayr umgehend aufsuchen. Dort erfahren sie, dass Grabowski immer wieder in Schwierigkeiten steckte, doch im Moment eigentlich alles gut zu laufen schien, denn er hatte eine Lehrstelle, und ein Polizist (Lechner) hatte ihm eine Wohnung besorgt, um ihm zu helfen. Die  Ermittler suchen Lechner auf, und er bestätigt ihnen, dass Grabowski sein Informant gewesen sei, der ihm gerade geholfen habe, die Täter eines Überfalls zu verhaften. So gerät zwar Birol Yenal unter Tatverdacht, jedoch müssen sie auch von Carlo hören, dass Lechner einen Streit mit Grabowski hatte. Birol Yenal wird schnell gefunden und verhaftet. Beim Verhör belastet er Lechner, der ihn angeblich kürzlich bedroht habe. So wird jenem exzessive Gewalt vorgeworfen.
Kurz darauf wird Lechner erhängt in einem Wald aufgefunden. Carlo ist davon überzeugt, dass es kein Selbstmord war, zumal es keinen Abschiedsbrief gibt. Lechners Exfrau weiß von einem Rechtsanwalt, dem Lechner dessen häusliche Gewalt nicht nachweisen konnte und mit dem er deshalb oft Streit hatte. Dieser Anwalt war Joachim Bentele, Grabowskis Schwager. Da die Rechtsmedizin bestätigt, dass Lechner bereits tot war, als er aufgehängt wurde, macht sich auch Carlo auf die Suche nach dem Täter. Er sieht sich in Lechners Wohnung um und wird niedergeschlagen. Als Batic und Leitmayr ihn dort finden und sich umsehen, finden sie die Tatwaffe, mit der Grabowski erschlagen wurde, in Lechners Werkzeugkasten. Zudem ist sein PC gestohlen, doch Carlo gelingt es, an Lechners E-Mails zu kommen, und es finden sich dort Handyaufnahmen mit Szenen der Gewaltaktionen, die die Polizisten gegen potentielle Täter begangen haben.
Davon ausgehend, dass Lechner mit diesen Aufnahmen von Grabowski erpresst wurde, wollen sie mit Georg Zimmermann sprechen, Lechners Kollegen, der mit ihm auf dem Video zu sehen ist. Zimmermann entzieht sich jedoch der Befragung und flieht aus dem Polizeirevier, als er die Ermittler kommen sieht. So stellt sich heraus, dass er Grabowski wegen der angeblichen Erpressung umgebracht hat, und auch Lechner, weil er zuletzt schwach geworden ist und Zimmermann Angst haben musste, dass auch er alles verraten würde. In Wahrheit jedoch war seine Freundin und Kollegin Iris Bülow der Absender der E-Mail. Sie wollte ihre Kollegen dazu bringen, endlich mit den Gewaltexzessen aufzuhören, da auch sie es wie Frank Bressinger nicht mehr ertragen konnte.

## Hintergrund
Produktionsfirma war X Filme Creative Pool. Der Schauspieler Michael Fitz, der als Carlo Menzinger von 1991 bis 2007 Teil des Münchner Ermittlerteams war, hat seinen ersten Gastauftritt seit der Tatortfolge Der Traum von der Au.

## Rezeption

### Kritiken
„Längst ist [das Fernsehpublikum] abgetaucht in die Cop-Welt, die in diesem ‚Tatort‘ so ausweglos, so zwingend, so körperlich in Szene gesetzt ist, dass sämtliche im ‚Tatort‘ obligatorischen Problematisierungs- und Missionierungsdialoge verhallen. Regisseur Thomas Stiller, der zuvor schon für die sehr ernste Münchner Episode ‚Der traurige König‘ verantwortlich zeichnete, hat einen ‚Tatort‘ gedreht, der mit einer Zwangsläufigkeit vorangetrieben wird wie ein Cop-Krimi von Sidney Lumet (‚Serpico‘). Bloß dass Brooklyn hier Bayern ist.“

„Der Tatort-Quotenhysterie und dem Gegackere um schmerzhaft flache Folgen wie zuletzt der aus Münster begegnen die Münchner mit der Souveränität alter Meister. In dieser Episode geht es um Gewalt und Gegengewalt.“

„Der Film macht es sich nicht leicht. Weder klagt er einfach Polizeibrutalität an, noch erhebt er den einsamen Kämpfer gegen den Schmutz zum Helden, wie es einem alten Kinoklischee entspräche. Das Überschreiten der Kompetenzen in Richtung Faustrecht - und auch die sonst eher braven Ordnungshüter geraten hier in Versuchung - scheint nachvollziehbar, entwickelt aber seine eigene Logik. Dass bei diesem melancholisch-ehrlichen Blick auf den Polizeialltag ‚Polizisten‘ von Extrabreit läuft - ‚Sie rauchen ,Milde Sorte’, weil das Leben ist doch hart genug‘ -, ist so stilsicher und stimmig wie alles an diesem Osterkrimi, dem man (freilich ohne jede Chance) wünscht, dass er die Einschaltquoten der Roland-Kaiser-Börne-Thiel-Clownerie noch übertrifft.“

### Einschaltquoten
Die Erstausstrahlung von Macht und Ohnmacht am 1. April 2013 wurde in Deutschland von 9,30 Millionen Zuschauern gesehen und erreichte einen Marktanteil von 26,1 % für Das Erste.